# Villahermosa del Río (kommunhuvudort)
Villahermosa del Río är en kommunhuvudort i Spanien.   Den ligger i provinsen Província de Castelló och regionen Valencia, i den östra delen av landet, 280 km öster om huvudstaden Madrid. Villahermosa del Río ligger 713 meter över havet och antalet invånare är 432.
Terrängen runt Villahermosa del Río är huvudsakligen kuperad. Villahermosa del Río ligger nere i en dal. Runt Villahermosa del Río är det mycket glesbefolkat, med 6 invånare per kvadratkilometer. Närmaste större samhälle är Lucena del Cid, 13,9 km sydost om Villahermosa del Río. 